# Saint-Martin-l'Aiguillon
Saint-Martin-l'Aiguillon är en kommun i departementet Orne i regionen Normandie i nordvästra Frankrike. Kommunen ligger i kantonen Carrouges som tillhör arrondissementet Alençon. År 2022 hade Saint-Martin-l'Aiguillon 186 invånare.

## Befolkningsutveckling
Antalet invånare i kommunen Saint-Martin-l'Aiguillon
| Referens: INSEE |